# Microdrosophila conda
Microdrosophila conda är en tvåvingeart som beskrevs av Zhang 1989. Microdrosophila conda ingår i släktet Microdrosophila och familjen daggflugor. Inga underarter finns listade i Catalogue of Life.